# Hening

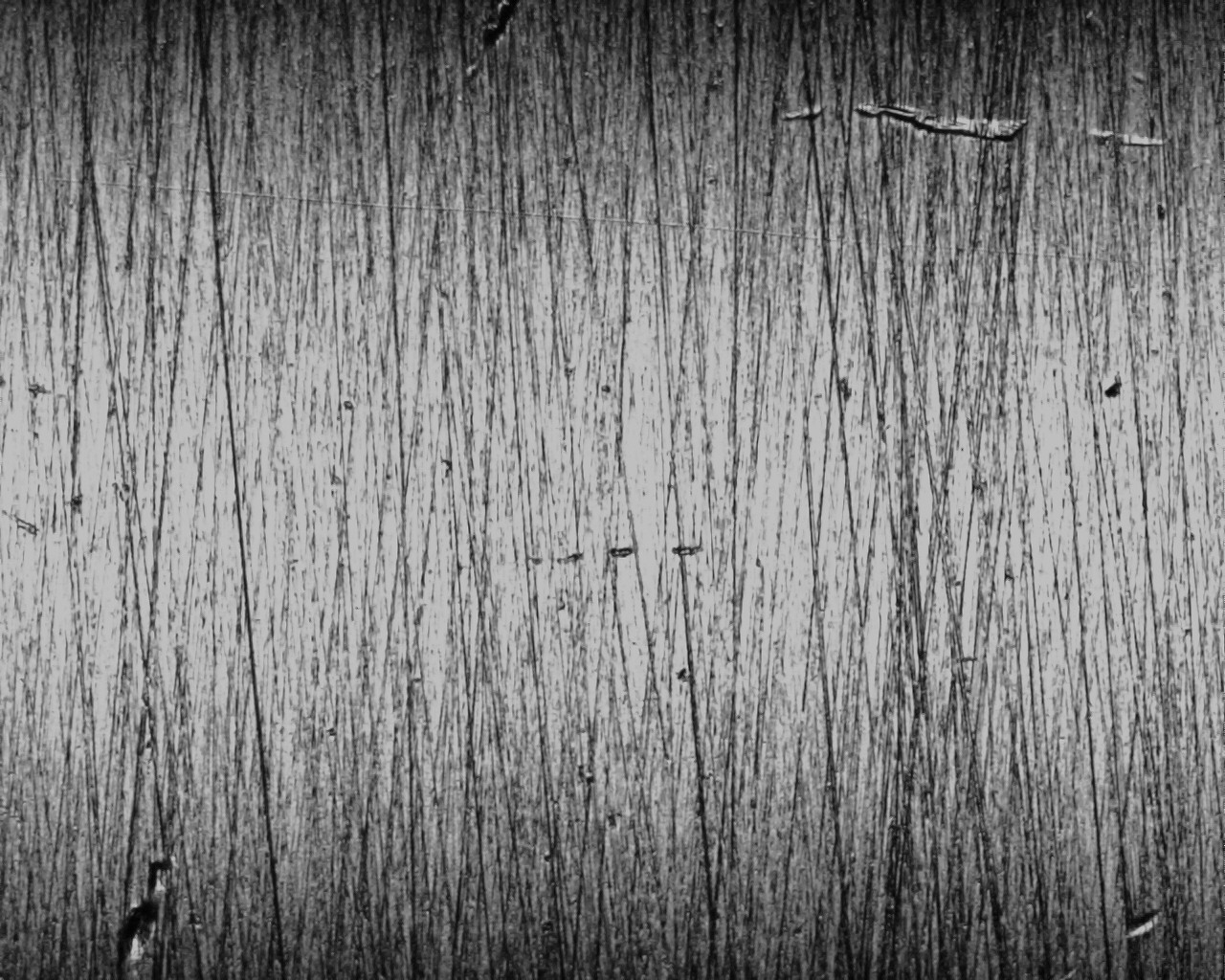
Ytans textur på ett henat arbetsstycke.

Hening är en typ av mekaniskt nötande bearbetningsteknik som ger hög precision på metallföremåls ytor. Detta görs genom att dra ett slipverktyg mot ytan via en uppstyrd kontrollerad bana. Hening används främst för att förbättra den geometriska formen på en yta men kan även användas för att förbättra ytfinheten.

## Heningssten

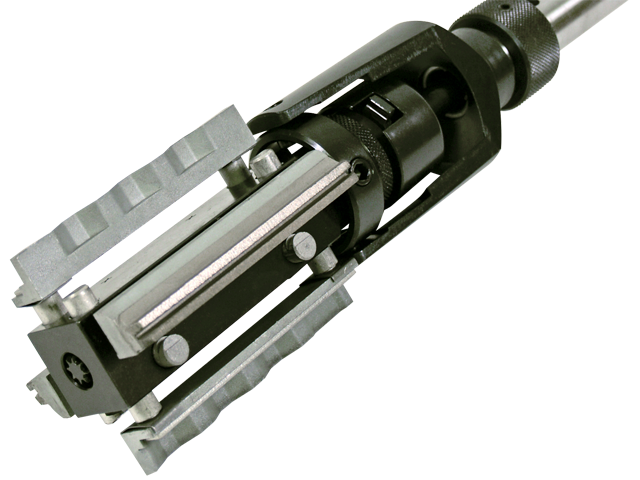
Nötande heningsstenar och heningshuvud för cylindriska former.

Vid hening används ett verktyg som kallas heningssten för att uppnå ytor med hög precision. Heningsstenen består av små korn som hålls samman med hjälp av ett fästämne. Vanligtvis är kornen oregelbundet formade och har en storlek mellan 10 och 50 mikrometer i diameter. Ju mindre storlek som används på kornen, desto jämnare yta och högre precision får den bearbetade komponenten.

## Process
Hening används för invändig och utvändig bearbetning av cylindriska hål till extrem ytfinhet och förbättrad cylindricitet. Henring används för exempelvis hydraulcylinder, kolvar, tapphål och till viss del externa cylindriska ytor. För att precisera används termerna inner- och ytterhening. Slitna cylindriska komponenter kan henas för att åter kunna användas.
Det första steget är att ett cylindriskt hål borras för att få bort ovalitet, därefter henas cylindern med heningssten. Heningen sker med lågt varvtal men med en snabb upp- och nedåtgående rörelse. Noggrannheten kan ge en precision på upp till 0,001 mm.

## Ekonomi
Då hening är en bearbetningsprocess med hög precision är den också relativt kostsam. Därför henas endast komponenter som kräver väldigt hög precision. Vanligtvis är hening den absolut sista bearbetningsoperationen innan produkten skickas iväg till kund. Objektets huvudsakliga form och dimension fastställs utifrån föregående operationer, vanligtvis är den sista slipning eller skärande bearbetning med hög precision. Därefter henas komponenten för att förbättra formen, såsom rundhet, planhet, cylindricitet eller sfäricitet. Hening är tidskrävande och därmed en dyr operation, ett alternativ som inte är lika kostsamt är rullpolering.